# ミネルヴァ論争
ミネルヴァ論争（ミネルヴァろんそう）は、日本の考古学において、1936年に起きた学術論争。東北地方における縄文時代の終期についての見解が争点となった。「ミネルヴァ」は論争の舞台となった雑誌の誌名に由来する。

## 概要
『ミネルヴァ』創刊号誌上で山内清男は、東北地方の石器時代の縄文式末期すなわち亀ヶ岡式に併行するのは、関西の弥生式でも古墳時代でもなく、やはり縄文式であり、縄文式の終末は地方によって大差はない、と述べた。これに対し、喜田貞吉は『ミネルヴァ』4月号で、石器時代の遺跡から宋銭が出土したことを引き合いに出し、「岩手県の僻地には、一方に北上河畔の平泉に於いて彼の絢爛たる京都文化が移入せられて居た傍に、それから二十里隔たった東北の山間に於いては、引き続き亀ヶ岡式土器を制作使用する石器時代人が棲息して居たのであった。」「それは正に事実なのである。何人も此の疑わざるべからず事実の前には屈従しなければならぬ。」と述べた。